# 논산강경도서관
논산강경도서관은 충청남도 논산시 소재의 도서관이다.

## 연혁
- 1994년 12월 9일 개관.
- 2002년 9월 3일 디지털방 설치.
- 2003년 5월 23일 정보화마을 개관.
- 2003년 10월 1일 전자도서관 설치.

## 시설현황
- 2층: 정보화마을, 전자도서관, 열람실
- 1층: 식수대/사물함, 아동자료실, 종합자료실

## 이용 안내
개관
- 자료열람실: 하절기 (3월~10월) 09:00 ~ 18:00 / 동절기 (11월~2월) 09:00 ~ 18:00
- 일반열람실: 하절기 (3월~10월) 07:00 ~ 22:00 / 동절기 (11월~2월) 08:00 ~ 21:00

휴관
- 매주 월요일
- 국경일, 국가지정 공휴일(일요일 제외)
- 도서관 사정상 필요한 경우